# Teodoro León Muñoz
Teodoro León Muñoz (Puertollano, 27 de noviembre de 1964) es un eclesiástico, teólogo, canonista y jurista católico español. Es obispo auxiliar de Sevilla desde abril de 2023.

## Biografía
Teodoro nació el 27 de noviembre de 1964, en el municipio español de Puertollano, Ciudad Real.
Obtuvo el bachillerato en Teología (1993), en la Universidad de Navarra. Tras realizar estudios en la Pontificia Universidad Gregoriana, obtuvo la licenciatura (1997) y el doctorado (2000) en Derecho canónico.
Estudió Jurisprudencia en la Pontificia Universidad Gregoriana (1998), especialización sobre los delitos y penas en la legislación de la Iglesia en la Penitenciaría Apostólica (1999), donde obtuvo un diplomado.
Cursó estudios de Derecho civil, en la Universidad Nacional de Educación a Distancia (2008-2010).

### Sacerdocio
Su ordenación sacerdotal fue el 22 de diciembre de 1991, en la Catedral de Sevilla, a manos del arzobispo Carlos Amigo.
En esa misma circunscripción eclesiástica se incardinó.
Como sacerdote desempeñó los siguientes ministerios:
- Párroco de Ntra. Sra. de las Veredas, en Guadalema de los Quintero.[1]
- Párroco de San Pablo, en Trajano.
- Coordinador de catequesis de la Zona Este de Sevilla (1994-1995).
- Vicario parroquial de San Isidoro, en Sevilla (2000-2004).[2]
- Profesor de Teología y Derecho Canónico, en el Centro de Estudios Teológicos.
- Vicesecretario general y vicecanciller arquidiocesano (2002-2005).
- Canónigo capellán real del Cabildo Catedral de Sevilla (2002-2013).[3]
- Director espiritual de la Asociación de Fieles de la Virgen de los Reyes y San Fernando (2004-2013).
- Delegado episcopal de Asuntos Jurídicos para las Hermandades y Cofradías (2005-2009).[2]
- Fiscal y defensor del vínculo (2000-2008); vicepresidente (2009) y presidente (2010) del Tribunal Interdiocesano de Segunda Instancia.[4]
- Juez del Tribunal Metropolitano de Sevilla (2011-2023).
- Rector de la Iglesia Colegial del Salvador (2013-2014).[3]
- Director espiritual de la Adoración Nocturna Española masculina y femenina de Sevilla (2015-2018).
- Director del Secretariado de Asuntos Jurídicos (2003-2023).
- Delegado episcopal para las Causas de los Santos (2005-2023).[1]
- Vicario general y moderador de Curia (2010-2023).[4]
- Deán-presidente del Cabildo Catedralicio de Sevilla (2013-2023).
- Secretario general de la Asamblea de Obispos del Sur de España y de la provincia eclesiástica de Sevilla (2017-2023).[5]
- Delegado de Protección de Datos (2019-2023).
- Coordinador de la Oficina de protección a menores y personas vulnerables (2020-2023).
- Miembro del Consejo Presbiteral (hasta 2023).
- Miembro del Consejo Episcopal (hasta 2023).
- Miembro de Asuntos Económicos (hasta 2023).[1]
- Miembro del Colegio Consultores (hasta 2023).
- Miembro del Consejo Diocesano de Pastoral (hasta 2023).

### Episcopado
El 1 de abril de 2023, el papa Francisco lo nombró obispo auxiliar de Sevilla, junto a Ramón Valdivia. También lo nombró obispo titular de Mentesa. Fue consagrado el 27 de mayo del mismo año, en la Catedral de Sevilla, a manos del arzobispo José Ángel Saiz Meneses.
Desde julio de 2023 es delegado episcopal para la Enseñanza de la Asamblea de Obispos de las provincias eclesiásticas de Sevilla y de Granada.
En la Conferencia Episcopal Española es, desde noviembre de 2023, miembro del Consejo Episcopal para Asuntos Jurídicos.